# إدموند فيشر
إدموند فيشر (بالألمانية: Edmond H. Fischer)‏ ـ (ولد في شنغهاي بالصين في 6 أبريل 1920) هو عالم كيمياء حيوية سويسري-أمريكي تقاسم جائزة نوبل في الطب سنة 1992 مع الأمريكي إدوين كريبس لاكتشافهما عملية الفسفرة القابلة للانعكاس (بالإنجليزية: reversible phosphorylation)‏ ودورها في تنشيط البروتينات وتنظيم العديد من العمليات الخلوية.

## مولده ونشأته
ولد فيشر في شنغهاي بالصين. وعندما بلغ السابعة من عمره أدخل إلى مدرسة لا شاتينييري (بالفرنسية: La Châtaigneraie)‏ الداخلية في سويسرا. وأثناء دراسته الثانوية التحق فيشر بمعهد الموسيقى (الكونسرفاتوار) في جنيف، وكان يأمل في أن يكون موسيقياً محترفاً.

## دراسته الأكاديمية
بعد أن أنهى دراسته الثانوية، رغب في دراسة علم الأحياء الدقيقة (الميكروبيولوجي)، غير أن اتجه لدراسة الكيمياء بعد نصيحة من بعض المقربين، حيث درسها في جامعة جنيف أثناء الحرب العالمية الثانية، وقد أحب دراسة الكيمياء العضوية، كما درس إلى جانبها علم الأحياء. ثم حصل على درجة دكتوراه الفلسفة في مجال الكيمياء العضوية تحت إشراف كورت ماير، الذي كان يدرس كيمياء السكريات العديدة والإنزيمات التي تعمل على تخليقها وهدمها. وقد عمل فيشر على دراسة إنزيم الألفا أميلاز.

## انتقاله إلى الولايات المتحدة
في سنة 1950 سافر فيشر إلى الولايات المتحدة لإجراء أبحاث ما بعد الدكتوراه، وكان من المفترض أن يعمل في كالتك، ولكنه ـ وبشكل غير متوقع ـ تلقى عرضا للعمل في جامعة واشنطن بمدينة سياتل، وهي المدينة التي قال فيشر إنها تذكره وزوجته بسويسرا، والتي اختار بالفعل أن يعمل بها.

## أبحاثه
بعد ستة أشهر من وصول فيشر إلى سياتل، بدأ تعاونه العلمي مع إدوين كريبس، حيث اشتركا في أبحاث حول فوسفوريلاز الغلايكوجين، واكتشفا سلسلة من التفاعلات الكيميائية التي تؤدي إلى تنشيط وتثبيط هذا الإنزيم، والتي تخضع لتأثير كل من الهرمونات والكالسيوم، كما اشترك كريبس وفيشر في الأبحاث التي أدت بهما إلى اكتشاف عملية فسفرة البروتينات القابلة للانعكاس، وهو الاكتشاف الذي قادهما معاً إلى جائزة نوبل.

## روابط خارجية
- إدموند فيشر على موقع الموسوعة البريطانية (الإنجليزية)
- إدموند فيشر على موقع مونزينجر (الألمانية)
- إدموند فيشر على موقع إن إن دي بي (الإنجليزية)